# Homomasculinitate
Homomasculinitatea este un termen care se referă la o subcultură de bărbați gay (homosexuali) care se auto-identifică cu rolul de gen și cultura stereotipului masculinității tradiționale. De exemplu, bărbații homo-masculini pot avea un interes în sporturi fizice de echipă precum rugbi, urmează o carieră percepută ca „masculină” (polițist, soldat, muncitor în construcții) și nu au aparența fizică care este asociată în cultura populară cu stereotipul bărbatului gay („feminizat”). Din acest punct de vedere, gay-ii homo-masculini nu se conformă la stereotipul identității gay, această subcultură punând sub semnul întrebării idea că bărbații gay ar fi mai puțin masculini decât bărbații heterosexuali.
Homo-masculinii sunt, totuși, criticați uneori de comunitatea LGBT pentru că perpetuează rolului de gen tradiționale și constrânse, și că merg împotriva identității gay. În secolul al XXI-lea, subcultură și identitatea homo-masculină are o influentă din ce în ce mai pronunțată în comunitatea gay, și unele caracteristice homo-masculine, precum dezvoltarea musculaturii, au devenit parte importantă a identității gay.